# Liste de jeux Windows (Z)
Cette liste de jeux Windows dont le titre commence par la lettre Z recense des jeux vidéo sortis sur le système d'exploitation Windows pour PC.
Pour un souci de cohérence, la liste utilise les noms français des jeux, si ce nom existe.
Cette liste est découpée, il est possible de naviguer entre les pages via le sommaire.
- Z
- Z: Steel Soldiers
- Z.A.R.[1]
- Zack Zero
- Zafehouse Diaries
- Zafehouse Diaries 2
- Zak McKracken and the Alien Mindbenders
- ZAngband
- Zanki Zero: Last Beginning
- Zanzarah : La Légende des deux mondes
- Zapitalism
- Zapper : Le Criquet ravageur !
- Zax: The Alien Hunter
- Zeal[2]
- Zebco Pro Fishing 3D[3]
- Zeddas: Servant of Sheol[4]
- Zeit²
- Zelenhgorm
- Zen Bound 2
- Zenfar: The Adventure
- ZenGems[5]
- Zenith[6]
- Zeno Clash
- Zeno Clash II
- Zero Critical
- Zero Divide
- Zero Gear
- Zero Hour: America's Medic
- Zero Time Dilemma
- Zero Zero[7]
- Zero Zone
- Zero-K
- Zero4 Champ DooZy-J Type-R
- Zettai Fukuju Meirei
- Zeus[8]
- Zidane Football Generation 2002
- Zig-Zag[9]
- Ziggurat (2014)
- Zineth
- Ziro[10]
- Zlatogorye[11]
- Zlatogorye 2[12]
- Zodiac[13]
- Zodiac Tower[14]
- Zoids Online Wars
- Zombeer
- Zombie Army Trilogy
- Zombie Army 4: Dead War
- Zombie Driver
- Zombie Night Terror
- Zombie Wars
- Zombies
- Zombieville
- Zombi
- Zone of the Enders: The 2nd Runner M∀RS
- Zoo Empire
- Zoo Tycoon (2001)
  - Zoo Tycoon: Marine Mania
  - Zoo Tycoon: Dinosaur Digs
- Zoo Tycoon 2
  - Zoo Tycoon 2 : Espèces en danger
  - Zoo Tycoon 2 : Aventures africaines
  - Zoo Tycoon 2 : Animaux disparus
  - Zoo Tycoon 2: Dino Danger
  - Zoo Tycoon 2: Marine Mania
- Zoo Vet
- Zooloretto
- Zoombinis 2 : Mission au sommet
- Zoombinis 3 : Archipel en danger
- Zork Nemesis
- Zork: Grand Inquisitor
- Zork: The Undiscovered Underground
- Zotrix[15]
- ZPC
- Zuma Deluxe
- Zuma's Revenge!
- Zuma's Revenge: Adventure
- Zurk's Learning Safari
- Zwei!!
- Zwei II
- Zynga Poker

| Sommaire : | Haut - A B C D E F G H I J K L M N O P Q R S T U V W X Y Z 0-9 |